# Шаль, Эмиль

Страница книги Страница книги Эмиля Шаля «Мигель Сервантес»

Эмиль Шаль (фр. Émile Chasles; 28 февраля 1827, Париж — 24 сентября 1908, Траси-сюр-Мер) — французский филолог, историк литературы, писатель

, профессор Сорбонны.

## Биография
Сын писателя Виктора Эфемиона Филарета Шаля. Родственник математика Мишеля Шаля.
Специалист в области немецкой филологии. Автор справочников по литературе и театральному искусству.
Вызвал горячую полемику своими статьями о грамматике и особенно о произношении, в которых нападал на популярную во Франции и ныне отвергнутую идею всеобщей грамматики.

## Избранная библиография
- Les épaves ou l’histoire d’un poète au XIX siècle, 1861,
- La comédie Française au XVI siècle, 1862,
- Cervantès, sa vie, son temps, 1866
- Histoire nationale de la littérature française, 1870,
- Miguel de Cervantes, sa vie, son temps, son œuvre politique et littéraire, 1866,
- Les Mots et les genres allemands, 1888,
- Contes de tous pays, 1867,
- Nouveaux contes de tous pays, 1900.